# JoyStik
Pour les articles ayant des titres homophones, voir Joystick.
Ne doit pas être confondu avec Joystick (magazine).
 (avril 2017).
Si vous disposez d'ouvrages ou d'articles de référence ou si vous connaissez des sites web de qualité traitant du thème abordé ici, merci de compléter l'article en donnant les références utiles à sa vérifiabilité et en les liant à la section « Notes et références ».
JoyStik était un ancien magazine américain de presse anglophone fondé en 1982, spécialisé dans les jeux vidéo sur ordinateurs personnels et les jeux d'arcade, qui centre ses publication sur les solutions de jeu.